# Libanon na Zimních olympijských hrách 2010
Libanon na Zimních olympijských hrách 2010 reprezentovali 3 olympionici.

## Výsledky

### Alpské lyžování
Ženy
- Jacky Chamounová
  - slalom – 54. místo
- Chirine Njeimová
  - slalom – 43. místo
  - obří slalom – 43. místo
  - super G – 37. místo

Muži
- Ghassan Achi
  - slalom – diskvalifikován
  - obří slalom – nedokončil 2. kolo